# Bemlos mayensis
Bemlos mayensis is een vlokreeftensoort uit de familie van de Aoridae. De wetenschappelijke naam van de soort is voor het eerst geldig gepubliceerd in 1984 door Ortiz & Nazábal.